# Cat Power
Cat Power, nome artístico de Charlyn Marie Marshall, também conhecida como Chan Marshall (Atlanta, 21 de janeiro de 1972), é uma cantora e compositora estadunidense.

## Biografia
Filha de um pianista, Charlie Marshall (da banda Brick Wall), desde muito cedo Chan Marshall entrou em contato com a música, largou o ensino médio e foi morar em Nova York. Lá, sob o nome de Cat Power, realizou seu primeiro show em um Pub no Brooklyn, segundo ela uma apresentação de improvisações, entre 1992 e 1993.
Em 1994, abriu alguns shows da cantora Liz Phair e conheceu Steve Shelley (baterista do Sonic Youth) e Tim Foljahn (guitarrista do Two Dollar Guitar), que a encorajaram a gravar seus dois primeiros álbuns "Dear Sir" (1995) e "Myra Lee" (1996). Ambos foram gravados em Nova Iorque no mesmo dia, em dezembro de 1994. Em 1996, assina com a gravadora Matador e grava seu terceiro álbum intitulado "What Would the Community Think", lançando o clipe do single "Nude as the News".
Após uma turnê de 3 meses em 1996, Chan abandona a cena musical para trabalhar como babá em Portland, no Oregon e depois se muda para uma fazenda em Prosperity na Carolina do Sul com seu namorado Bill Callahan (Smog). Chan Marshall planejava abandonar a música definitivamente, mas após uma noite de pesadelos surgem as letras que irão compor o álbum "Moon Pix", gravado no Sing Sing Studios em Melbourne na Austrália.
Com elogios da crítica, Cat Power passou a ser reconhecida pela cena do Indie Rock. A cantora é convidada a fazer o acompanhamento musical do filme mudo "A Paixão de Joana d´Arc", uma produção francesa de 1928. Nestes shows eram apresentados novos materiais e muitos covers, que deram origem ao álbum "The Covers Record" (2000), uma coletânea de versões tocadas por Chan entre 1998 e 1999.
Em 2003, Cat Power volta com canções novas no álbum "You are free", super elogiado por sites de critica musical como Pitchfork, e com a participação de músicos como Eddie Vedder e Dave Grohl. No ano de 2004, ela lança seu primeiro DVD chamado "Speaking for Trees", acompanhado de um CD de áudio. Em 2006, Chan interrompe sua turnê pelos EUA e pela Inglaterra por motivos de saúde. Mais tarde a própria cantora revelou ao The New York Times que estava em depressão profunda e com tendências suicidas devido ao uso de substâncias químicas e álcool, que passaram a fazer parte do cotidiano da cantora durante os ininterruptos shows e turnês desde 1998. Após tratamento psquiátrico no Miami's Mount Sinai Medical Center, Chan Marshall retorna recuperada e lança aquele que é considerado o seu mais bem elaborado álbum "The Greatest" em 2006, com a colaboração de Al Green e do guitarrista Teenie Hodges. Um flerte da musa indie com o soul.
Pela turnê do disco, "Jukebox" (2008), a cantora realizou uma série de shows no Brasil no final de 2007 dentro do Tim Festival. Na turnê nacional, a cantora passou por cidades como São Paulo, Rio de Janeiro e Vitória. Em, 19 de julho de 2009, a cantora se apresentou no Brasil no HSBC Arena do Rio de Janeiro. Participou também da Virada Cultural Paulista 2010, se apresentando em São José dos Campos e Jundiaí.
Em 2012, lançou o álbum Sun (2012), um trabalho de 11 faixas, diferente dos seus discos anteriores e com referências eletrônicas. A turnê de Sun (2012) chegou à América do Sul em maio de 2013 e no Brasil, passou pelas cidades do Rio de Janeiro, São Paulo e Recife.
6 anos depois, em 2018, Cat Power lançou "Wanderer", rompendo a parceria com a gravadora Matador Records. Ela já havia dado à luz a Boaz, cujo pai é desconhecido até o momento. Na capa do álbum, é possível ver parte do rosto dele na região inferior direita, enquanto Chan segura um violão em segundo plano. Este disco marcou uma nova parceria com Lana Del Rey, com quem saiu em turnê, além de ter um cover de Rihanna, mostrando que Cat Power estava conectada com as novas gerações. 
Em janeiro de 2022, comemorando o seu cinquentenário, Cat Power lançou o seu terceiro disco de covers, mais voltado para a eletrônica, dando seguimento à linha que vem trilhando desde Sun, em 2012. 
Além de uma biografia não-autorizada, publicada em 2009, por Elizabeth Goodman, chamada "Cat Power: A Good Woman", os fãs brasileiros podem ler a sua discografia comentada, publicada em 2022 por Gab Piumbato. 

## Discografia

### Álbuns
- Dear Sir (1995)
- Myra Lee (1996)
- What Would the Community Think? (1996)
- Moon Pix (1998)
- The Covers Record (2000)
- You Are Free (2003)
- The Greatest (2006)
- Jukebox (2008)
- Sun (2012)
- Wanderer (2018)
- Covers (2022)

### Singles & EPs
- Headlights (7", 1994, The Making of Americans)
- Guv'ner in Catpowerland / Catpower Goes to Guvnerville (7", split single, 1996, Wiiija  Records)
- Nude as the News (7" / CD5, 1996, Matador Records)
- Undercover (7", 1996, Undercover Records)
- He War (CD5, 2002, Matador Records)
- The Greatest (7", 2006, Matador Records)
- Could We (7", 2006, Matador Records)
- Living Proof (2006, Matador Records)
- eMusic Session EP (2006, eMusic/Matador Records)
- Live Session EP (2006, iTunes/Matador Records)
- Dark End of the Street (2008)

## Ligações Externas
- Página oficial (em inglês)
- Biografia no AllMusic
- Página no MySpace